# Carios dewae
Carios dewae är en fästingart som beskrevs av Kaiser och Harry Hoogstraal 1974. Carios dewae ingår i släktet Carios och familjen mjuka fästingar. Inga underarter finns listade.